# 20ª Armata combinata delle guardie
La 20ª Armata combinata delle guardie (in russo 20-я гвардейская общевойсковая армия?, 20-ja gvardejskaja obščevojskovaja armija, unità militare 89425) è una formazione delle Forze terrestri russe, facente parte del Distretto militare di Mosca e con sede a Voronež.

## Storia
L'unità è l'erede della celebre 4ª Armata corazzata delle guardie dell'Armata Rossa, che è stata riorganizzata nel 1960 come armata di fanteria, ottenendo l'attuale numerazione e venendo ribattezzata 20ª Armata delle guardie. In questa nuova veste ha preso parte all'invasione della Cecoslovacchia da parte del Patto di Varsavia nel 1968.
In seguito al crollo dell'Unione Sovietica, nel 1992 il quartier generale dell'armata è stato trasferito da Eberswalde (nell'ex Germania Est) in Russia, prima a Voronež e successivamente a Nižnij Novgorod. Nel 2015, in seguito allo scoppio della guerra del Donbass, l'armata è stata riorganizzata nell'attuale 20ª Armata combinata delle guardie e trasferita nuovamente a Voronež per la vicinanza con il teatro di operazioni. Il comandante dell'armata nel 2014, Aleksandr Čajko, nel 2016 è stato indicato dal gruppo investigativo Bellingcat come uno dei responsabili per l'abbattimento del volo Malaysia Airlines 17 nell'oblast' di Donec'k.
A partire dal 2022 le unità subordinate all'armata sono state impiegate durante l'invasione russa dell'Ucraina, dove hanno combattuto principalmente nell'Ucraina orientale. In seguito alla mobilitazione parziale indetta in Russia nel settembre 2022, l'armata è stata rinforzata dal 348º Reggimento fucilieri motorizzato (unità militare 11050), reclutato nell'oblast' di Kostroma.
A partire dal 18 giugno 2024 la 3ª e la 144ª Divisione hanno dato il via a un'importante serie di attacchi a sudovest di Svatove, con l'obiettivo di raggiungere il confine dell'oblast' di Luhans'k, contro le posizioni difese dalla 3ª Brigata d'assalto. Secondo i rapporti di Aleksej Žiljaev, un medico militare disertore della 144ª Divisione, tra gennaio e giugno del 2024 più di 7.800 soldati russi della sua unità e della 3ª Divisione sono stati feriti.

## Ordine di battaglia
Nel 2024 la 20ª Armata combinata delle guardie comprende le seguenti unità:
- 3ª Divisione fucilieri motorizzata "Vistola" (unità militare 54046)
  -  245º Reggimento fucilieri motorizzato delle guardie "Gniezno" (unità militare 54708)
  -  252º Reggimento fucilieri motorizzato delle guardie (unità militare 91711)
  -  752º Reggimento fucilieri motorizzato delle guardie "Piotrków-Cosacchi del Volga" (unità militare 34670)
  -  237º Reggimento corazzato (unità militare 91726)
  -  99º Reggimento artiglieria semovente delle guardie "Pomerania" (unità militare 91727)
- 144ª Divisione fucilieri motorizzata delle guardie "El'nja" (unità militare 23060)
  -  254º Reggimento fucilieri motorizzato delle guardie "Aleksandr Matrosov" (unità militare 91704)
  - 283º Reggimento fucilieri motorizzato (unità militare 75281)
  -  488º Reggimento fucilieri motorizzato delle guardie "Sinferopoli-Sergo Ordžonikidze" (unità militare 12721)
  -  59º Reggimento corazzato delle guardie "Lublino" (unità militare 94018)
  -  856º Reggimento artiglieria semovente delle guardie "Kobryn" (unità militare 23857)
- 236ª Brigata artiglieria delle guardie (unità militare 53195)
- 53ª Brigata missilistica contraerea delle guardie "Berlino" (unità militare 32406)
- 448ª Brigata missilistica "S.P. Nepobedimyj" (unità militare 35535)
- 9ª Brigata comando delle guardie (unità militare 31895)
- 69ª Brigata logistica (unità militare 11385)
- 11º Reggimento difesa NBC (unità militare 11120)
- 16º Reggimento genio
- 24º Battaglione guerra elettronica
- 215º Battaglione manutenzione
- 533º Centro di comando intelligence (unità militare 32801)

## Comandanti
- Tenente generale Viktor Kotov (gennaio 1960 - dicembre 1964)
- Tenente generale Michail Chomulo (dicembre 1964 - maggio 1968)
- Tenente generale Ivan Veličko (maggio 1968 - maggio 1970)
- Tenente generale Nikolaj Lapygin (maggio 1970 - ottobre 1972)
- Tenente generale Vladimir Sivenok (ottobre 1972 - luglio 1975)
- Tenente generale Vladimir Archipov (luglio 1975 - aprile 1979)
- Tenente generale Ivan Čelombeev (aprile 1979 - dicembre 1981)
- Tenente generale Pëtr Gusev (dicembre 1981 - 1983)
- Tenente generale Al'bert Makašov (1983 - gennaio 1986)
- Tenente generale Aleksandr Čumakov (gennaio 1986 - aprile 1988)
- Tenente generale Michail Archipov (aprile 1988 - dicembre 1991)
- Tenente generale Nikolaj Pugačëv (dicembre 1991 - giugno 1993)
- Tenente generale Aleksej Nefëdov (giugno 1993 - 1994)
- Tenente generale Vladimir Čužikov (1994 - marzo 2000)
- Maggior generale Sergej Makarov (marzo 2000 - agosto 2002)
- Tenente generale Aleksandr Postnikov-Strel'cov  (agosto 2002 - novembre 2004)
- Maggior generale Sergej Čaban (novembre 2004 - gennaio 2005)
- Tenente generale Andrej Tret'jak  (gennaio 2005 - aprile 2008)
- Maggior generale Sergej Surovikin (aprile 2008 - novembre 2008)
- Maggior generale Farid Balaliev (novembre 2008 - luglio 2009)
- Maggior generale Sergej Judin (luglio 2009 - aprile 2012)
- Maggior generale Aleksandr Lapin (aprile 2012 - luglio 2014)
- Maggior generale Aleksandr Čajko (luglio 2014 - luglio 2015)
- Tenente generale Sergej Kuzovlev (luglio 2015 - agosto 2016)
- Tenente generale Evgenij Nikiforov (agosto 2016 - marzo 2017)
- Maggior generale Aleksandr Perjazev (marzo 2017 - maggio 2018)
- Tenente generale Andrej Ivanaev (maggio 2018 - dicembre 2022)
- Tenente generale Suchrab Achmedov (dicembre 2022 - maggio 2024)[11]
- Maggior generale Oleg Mitjaev (maggio 2024 - in carica)